# 하야타 히나
하야타 히나(일본어: 早田 ひな, 2000년 7월 7일~)는 일본의 탁구 선수이다. 2024년 하계 올림픽에서 여자 단체전 은메달과 단식 동메달을 획득했다.

## 경력
2000년 후쿠오카현 기타큐슈시 도바타구에서 태어났다. 4살 때 언니를 따라 탁구를 시작했다. 사야가타니 소학교 2학년 때 처음으로 일본 공식 대회에 출전했으며 나카마히사기 중학교 재학 시절인 2014년에 일본 유스 국가대표로 발탁되었다. 그 해 9월 인도 뭄바이에서 열린 아시아 유스 선수권 대회에서 단체전 금메달을 획득했다.
기보오카 고등학교 2학년 때인 2017년에 일본 성인 국가대표로 발탁되었다. 4월에 중국 우시에서 열린 아시아 선수권 대회에 참가했으며 단체전과 여자 복식에서 준우승했다.
2023년 9월에는 중국 항저우에서 열린 2022년 아시안 게임에 참가하여 중국의 왕이디를 꺾고 단식 결승에 진출했다. 결승에서는 상대인 쑨잉사에게 패하여 은메달을 획득했다.
2024년 8월 프랑스 파리에서 열린 2024년 하계 올림픽에 참가하면서 선수 경력 첫 올림픽에 출전했다. 단식 준결승에서 쑨잉사에게 패했으며 동메달 결정전에서 대한민국의 신유빈을 꺾고 여자 단식 동메달을 획득했다. 또한 단체전에도 참가하여 은메달을 획득했다.